# Marko Pridigar
Marko Pridigar( Maribor, 18 de maio de 1985) é um futebolista esloveno que atua como goleiro.
Marko faz parte do elenco do Klub Maribor desde a temporada 2004/05, quando foi aceito das categorias de base do clube. No clube tem cinco títulos, sendo um dos mais vitoriosos do clube na história.

## Títulos
- Campeonato Esloveno de Futebol(4)

02010/2011, 2011/2012, 2012/2013 e 2013/2014
- Supertaça da Eslovênia (1)

02013